# الصادق الفيتوري
الصادق الفيتوري (10 اكتوبر 1994- ) لاعب كرة قدم دولي ليبي يحترف حاليا في صفوف رديف نادي مانشستر يونايتد قادما من نادي سالفورد الإنجليزي و يلعب في مركز ظهير أيمن بداية اللاعب كانت مع نادي الباروني الذي أسسته الجالية الليبية في بريطانيا و منها انتقل و لعب في مدرسة مانشستر سيتي ثم انتقل منها إلى نادي سالفورد الذي توج فترة وجوده به بانتقاله إلى نادي مانشستر يونايتد. 